# Zdeněk Šreiner
Zdeněk Šreiner, född 2 juni 1954 i Ostrava, Tjeckien, död 28 november 2017, var en tjeckisk (tjeckoslovakisk) fotbollsspelare.
Han tog OS-guld i herrarnas turnering i samband med de olympiska fotbollstävlingarna 1980 i Moskva.